# Stęgosz
Stęgosz – wieś w Polsce położona w województwie wielkopolskim, w powiecie jarocińskim, w gminie Żerków.
W latach 1975–1998 miejscowość administracyjnie należała do województwa kaliskiego.

## Urodzeni w Stęgoszy
- 1894 – Jan Stanisław Kaczmarek – pułkownik Wojska Polskiego, dowódca łączności Armii „Pomorze” w kampanii wrześniowej 1939.
- 1898 – Tomasz Piętka – ambasador PRL w Wietnamie
- 1944 – Zdzisław Kazimierz Wawrzyniak – germanista, profesor nauk humanistycznych, tłumacz literatury z języka niemieckiego i szwedzkiego.